# Clofazimine
Clofazimine, được bán dưới thương mại là Lamprene, là một loại thuốc được sử dụng cùng với rifampicin và dapsone để điều trị bệnh phong. Kháng sinh này được đặc biệt sử dụng cho bệnh phong nhiều (MB) và ban đỏ nodosum leprosum. Chưa có đủ bằng chứng để hỗ trợ việc sử dụng kháng sinh này cho các bệnh khác. Chúng được dùng bằng cách uống.
Tác dụng phụ thường gặp có thể kể đến như đau bụng, tiêu chảy, ngứa, da khô và thay đổi màu da. Một số tác dụng phụ khác cũng có thể có là gây sưng niêm mạc đường tiêu hóa, tăng lượng đường trong máu và nhạy cảm với ánh nắng mặt trời. Vẫn chưa rõ về mức độ an toàn khi sử dụng trong giai đoạn mang thai. Clofazimine là thuốc nhuộm phenazine và được cho là hoạt động bằng cách can thiệp vào quá trình nhân đôi DNA.
Clofazimine đã được chấp thuận cho sử dụng y tế tại Hoa Kỳ vào năm 1986. Nó nằm trong danh sách các thuốc thiết yếu của Tổ chức Y tế Thế giới, tức là nhóm các loại thuốc hiệu quả và an toàn nhất cần thiết trong một hệ thống y tế. Chi phí bán buôn ở các nước đang phát triển là khoảng 24 USD mỗi tháng. Tại Hoa Kỳ, chúng không có sẵn trên thị trường nhưng có thể lấy từ Bộ Y tế và Dịch vụ Nhân sinh Hoa Kỳ.